# Empire State Building

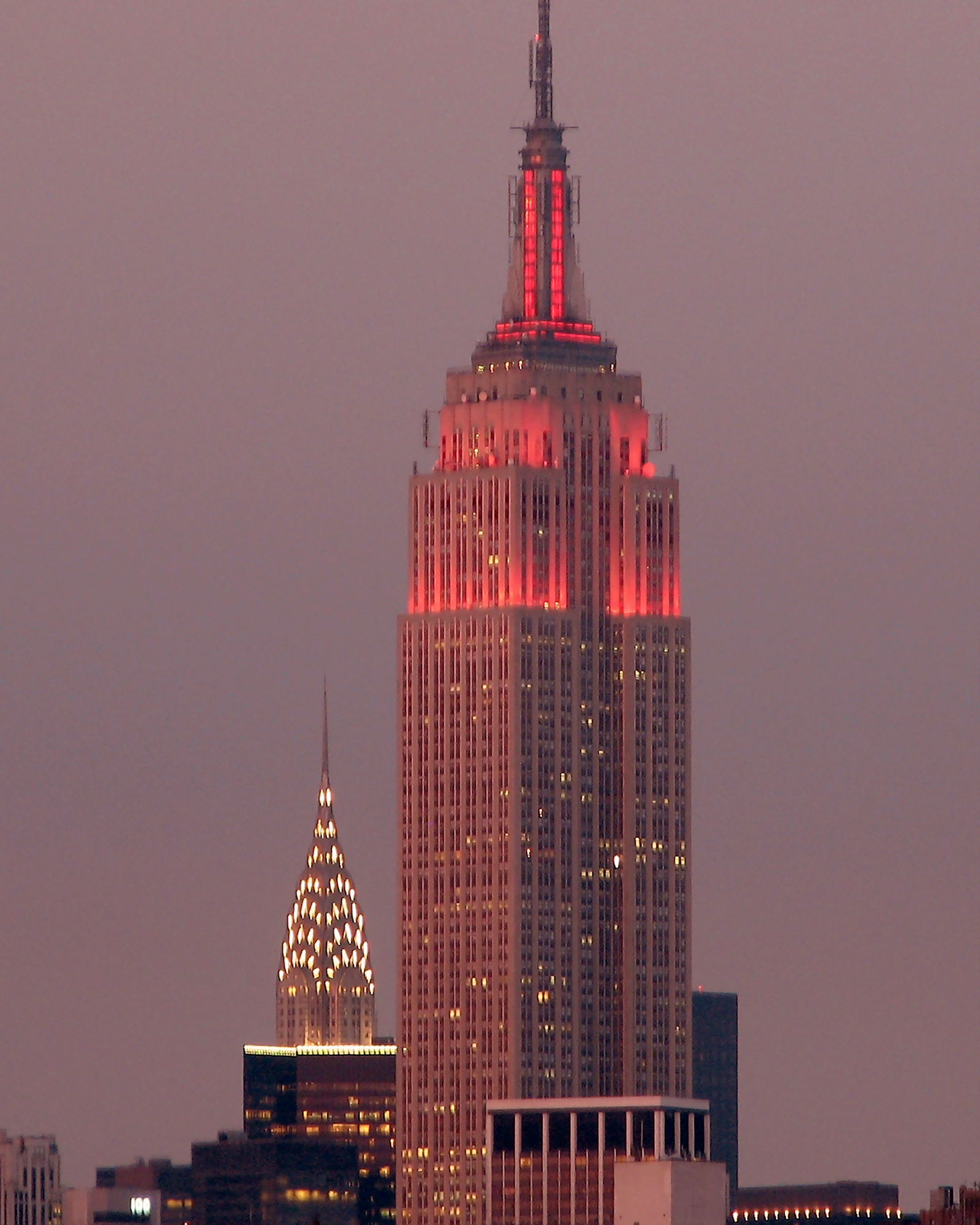
Empire State Building

Empire State Building este un zgârie-nori și se află la intersecția dintre Fifth Avenuee și West Street 34. Clădirea a fost cea mai înaltă clădire din lume pentru mai mult de 40 de ani, între anii 1931 și 1972. A fost terminată în 1931 și a rezistat pe primul loc în top până ce a fost construit World Trade Center. În urma atacurilor teroriste cu bombe și distrugerea World Trade Center în 2001, Empire State Building a devenit din nou cea mai înaltă clădire din New York City. Empire State Building a fost numită de către Societatea Americană a Inginerilor civili ca una dintre cele șapte minuni ale lumii moderne.
Empire State Building este în prezent al doilea cel mai înalt zgârie-nori din New York(după One World Trade Center) și este pe locul 15 în topul internațional.

## Proiectare și construcție
Empire State Building a fost proiectat de William Frederick  Lamb de la firma de arhitectură Shreve. Lamb și Harmon au produs desenele clădirii în doar două săptămâni, cu ajutorul desenelor și modelelor sale de mai devreme pentru construcția Reynolds în Winston-Salem, Carolina de Nord și Carew Tower în Cincinnati, Ohio ca bază. În fiecare an, personalul de la Empire State Building trimite de Father's Day o felicitare personalului de la Building Reynolds în Winston-Salem pentru a aduce un omagiu rolului său ca predecesorul al Empire State Building. Clădirea a fost proiectată de sus în jos. Contractanții generali au fost frații Starrett și Eken, iar proiectul a fost finanțat în principal de către John Jay Raskob și Saint  Pierre du Pont.
Excavarea terenului a început pe 22 ianuarie 1930, și construcția clădirii în sine a început simbolic pe 17 martie (mai exact de St. Patrick's Day). Proiectul a implicat 3400 muncitori, majoritatea imigranți din Europa. Potrivit datelor oficiale, cinci muncitori au murit în timpul construcției. Nepoata guvernatorului Smith a tăiat panglica la 1 mai 1931.

## Arhitectura
Empire State Building se ridică la 381 m, la etajul 102 și incluzând vârful de 62 m înălțimea ajunge la 443.09 m. Acesta are o punte de observație în aer liber și în interior la etajul 86. Restul de 16 etaje reprezintă turnul, care este acoperit de un observator la etajul 102. Vârful turnului este de 62m. O mare parte din el este acoperit de antenele de difuzare, cu un paratrăsnet în partea de sus.
Empire State Building a fost prima clădire care avea mai mult de 100 de etaje. Acesta are 6500 de ferestre și 73 de lifturi și are o suprafață totală de 257.211 mp. Construcția are inclusiv propriul său cod poștal. Începând din 2007, aproximativ 21.000 de angajați lucrează în clădire în fiecare zi, făcând Empire State Building al doilea cel mai mare complex de birouri unice în America, după Pentagon.